# Hankornie ozdobná
Hankornie ozdobná (Hancornia speciosa) je druh rostliny z čeledi toješťovité a jediný druh rodu hankornie. Je to keř nebo strom s jednoduchými vstřícnými listy a bílými či žlutými květy připomínajícími květy jasmínu. Plody jsou až 5 cm velké bobule se sladkou bílou dužninou. Druh je rozšířen v sušších oblastech Jižní Ameriky a poskytuje lahodné ovoce, známé jako mangaba.

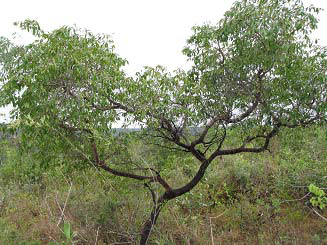
Hankornie ozdobná

## Popis
Hankornie ozdobná je keř nebo nevelký a často vícekmenný strom, dorůstající výšky 3,5 až 7, výjimečně až 15 metrů. Kmen bývá pokroucený, až 30 cm tlustý. Rostliny roní při poranění bílý latex. Větévky jsou tenké a huňaté. Listy jsou jednoduché, vstřícné, celokrajné, nahloučené na koncích větví. Čepel listů je úzce eliptická, podlouhlá nebo kopinatá, 3,5 až 10 cm dlouhá a 1,5 až 5 cm široká. Květy jsou uspořádané ve vrcholových, chudokvětých vidlanech a vzhledově připomínají květy jasmínu. Kalich je pětičetný, 2–3 mm široký. Koruna je vonná, bílá až žlutá, s 2,5–3 cm dlouhou trubkou. Korunní trubka se směrem k ústí pozvolna rozšiřuje. Korunní laloky jsou podlouhle eliptické, asymetrické. Tyčinky jsou přirostlé ke korunní trubce. Semeník obsahuje 2 komůrky, z nichž 1 v průběhu vývoje plodu zakrňuje. Čnělka je dlouhá, nitkovitá, s dvoulaločnou bliznou. Plody jsou bobulovité, kulovité až vejcovité, hladké, 2,5 až 5 cm velké, s bílou dužinou a 8 až 15 zploštělými semeny.

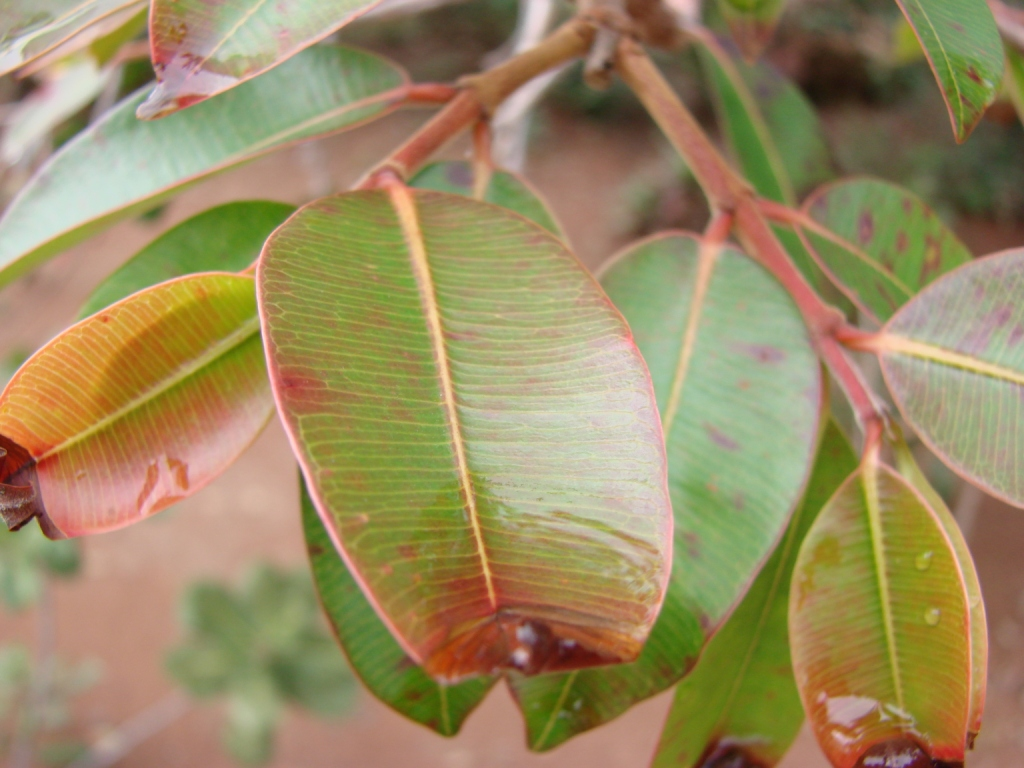
Detail listu hankornie ozdobné
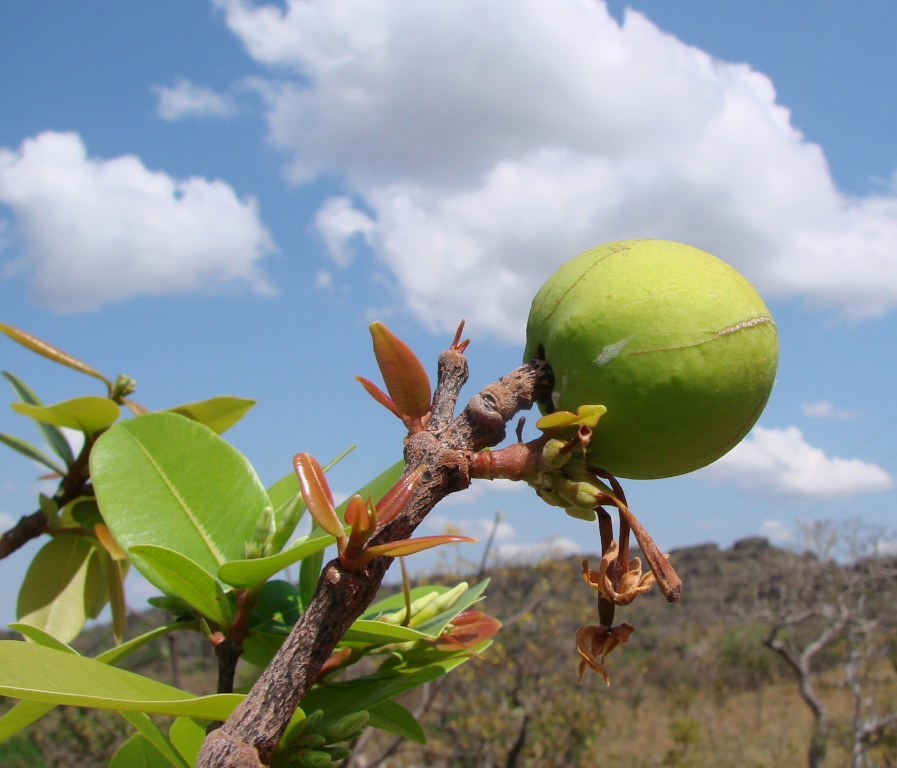
Plod hankornie ozdobné

## Rozšíření
Hankornie ozdobná pochází z tropické Jižní Ameriky. Je rozšířena v Peru, Brazílii, Bolívii a Paraguayi a roste v sušších lesnatých oblastech. V Brazílii se vyskytuje zejména v biotopu známém jako cerrado.

## Taxonomie
Rod Hancornia je v rámci čeledi Apocynaceae řazen do podčeledi Rauvolfioideae a tribu Willughbeieae. Mezi blízce příbuzné rody náleží Couma, Lacmellea a Parahancornia.

## Význam

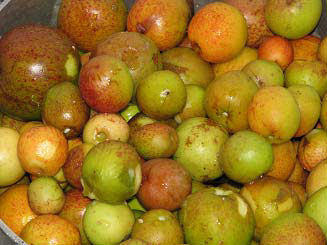
Mangaba, plody hankornie ozdobné

Hankornie poskytuje málo známé ovoce, mangaba. Dužnina plodů je sladká, lehce nakyslá. Plody se konzumují čerstvé nebo se zpracovávají na mošty, zmrzliny, likéry, džemy a podobně. Mangaba je považována za jedno z nejlahodnějších divoce rostoucích ovocí. Konzumují se pouze plně zralé plody, neboť nezralé jsou považovány za jedovaté. Listy, kůra, latex i nezralé plody jsou využívány v domorodé medicíně.